# Hannón el Navegante
Hannón el Navegante era un explorador y rey cartaginés de los siglos vi o v a. C., más conocido por su exploración naval de la costa occidental de África. La única fuente de su viaje es un relato en griego conocido en la actualidad como Periplo de Hannón. Según algunos análisis modernos de su ruta, la expedición de Hannón podría haber logrado ir hasta el sur de Gabón; otros, en cambio, no creen que haya ido más lejos que al sur de Marruecos.

## Biografía
El nombre de Hannón se dio a muchos otros cartagineses. Los autores antiguos que hablaron de Hannón el Navegante no proporcionaron información directa para identificarlo con exactitud. Algunos lo llamaron «rey», y otros utilizaron las palabras latinas dux («líder» o «general») o imperator («comandante» o «emperador»). La traducción griega del periplus de Hannón lo denomina basileus, un término que puede interpretarse como «rey», pero que se utilizaba comúnmente para los oficiales cartagineses de alto rango.
El consenso de los estudiosos suele situar a Hannón en el siglo V a. C. y lo identifica como miembro de la aristocrática familia magónida. R.C.C. Law identifica a Hannón como hijo de Amílcar I.